# TV Girl
TV Girl es una banda estadounidense de indie pop de San Diego, California, formada por Brad Petering, Jason Wyman y Wyatt Harmon. El grupo ahora tiene base en Los Ángeles.
La mixtape de 2012 de TV Girl, The Wild, The Innocent, The TV Shuffle, fue lanzada y distribuida gratuitamente con un libro para colorear por descarga. Esta mixtape sería su álbum debut, pero el grupo sintió que el trabajo no era "suficiente para ser su primer álbum" y que el término mixtape era más apropiado.
Aunque no han alcanzado el mainstream de la crítica, TV Girl ha acumulado un estatus cult y su álbum debut, French Exit, es considerado un hito en la escena de la música indie, siendo llamado "notablemente sólido" por Bandwagon Magazine y descrito como "uno de los álbumes indie-pop más enfocados de la última década" por The Daily Targum.

## Características musicales

### Influencias
TV Girl frecuentemente hace uso de samples de canciones y audios de películas de los años 1960 en sus canciones. Un ejemplo de esto se ve en "Lovers Rock", donde la pista de fondo se crea a partir de una muestra en bucle de la introducción del single "The Dance is Over" de las Shirelles, lanzado originalmente en 1960. En una publicación en Reddit, Petering escribe que nunca se cansa de buscar músicas antiguas y obscuras. "Escucho mucha música y encuentro mis bucles y sonidos de esta manera".

### Estilo musical y composición
El estilo TV Girl es generalmente considerado como indie pop y se describen a sí mismos como "pop hipnótico". Al igual que el trip hop, la banda mezcla elementos del hip hop con la música electrónica. Esto se debe al uso de samples, teclados y reverb. El grupo se molestó cuando su estilo fue etiquetado como "pop soleado de California", señalando que no hay alusiones líricas en su música que justifiquen el título.
Líricamente, la mayoría de la discografía de TV Girl gira en torno al amor y las relaciones. Un ejemplo de esto puede escucharse en "Lovers Rock", una balada de amor que toma su nombre del subgénero reggae del "lover's rock". Sus temas son nostálgicos y tristes, pero simultáneamente sarcásticos y humorísticos. La periodista Devorah Levy-Pearlman afirma que gran parte de las canciones del grupo hablan sobre mujeres, pero mayoritariamente de forma negativa, y que, a pesar de su potencial, "TV Girl necesita confrontar la misoginia inherente de sus canciones".

### Popularidad en TikTok
Brad Petering, el vocalista, reconoció el impacto positivo que TikTok tuvo en la popularización de la banda, particularmente de French Exit.
Además, la canción "Blue Hair", lanzada en 2018 en el álbum Death of a Party Girl, se volvió viral en la aplicación en 2023.

## Discografía

### Álbumes de estudio
French Exit (2014)
Who Really Cares (2016)
Death of a Party Girl (2018)
Grapes Upon the Vine (2023)

### Álbumes colaborativos
Maddie Acid's Purple Hearts Club Band (2018)
Summer's Over (2021)                                   

### Mixtapes
The Wild, The Innocent, The TV Shuffle (2012)

### Sencillos y EPs
TV Girl EP (2010)
TV Girl/Dirty Gold Split Digital 7" (2011)
Girls Like Me (2011)
Benny and the Jetts (2011)
Diet-Coke (2012)
Lonely Women (2013)
Average Guy (2013)
Natalie Wood (2015)

### Compilaciones yCassettes
The Wild, The Innocent, The TV Shuffle (2012)
Maddie Acid's Purple Hearts Club Band (2018)
Our First 3 EPs (2019) 
The Night In Question: French Exit Outtakes (2020)
Singles & Oddities (2021)

### Posición en las listas y certificaciones
| "Lovers Rock"                                                                   | 2014 | —  | 82 | 42 | 84 | 30 | BPI: plata\| French Exit |                       |
| "Cigarettes out the Window"                                                     | 2016 | —  | —  | 54 | —  | —  |                          | Who Really Cares      |
| "Not Allowed"                                                                   | 2016 | —  | —  | —  | —  | —  | BPI: plata               | Who Really Cares      |
| "Blue Hair"                                                                     | 2018 | 11 | 95 | 99 | —  | 38 |                          | Death of a Party Girl |
| "—" indica canción que no llegó a las listas o no fue lanzada en ese territorio |      |    |    |    |    |    |                          |                       |